# Kleine und mittlere Unternehmen
Kleine und mittlere Unternehmen (kurz KMU), in Belgien und Österreich Klein- und Mittelbetriebe (KMB), ist die Sammelbezeichnung für Unternehmen, die definierte Grenzen hinsichtlich Beschäftigtenzahl, Umsatzerlös oder Bilanzsumme nicht überschreiten.
Die Einordnung erfolgt in der Regel unabhängig von der gewählten Rechtsform oder der Gesellschafterstruktur. Unternehmen, die diese Grenzen überschreiten, werden Großunternehmen genannt.
International ist die englische Bezeichnung small and medium-sized enterprises (SME oder SMEs) gebräuchlich, seltener auch small and medium-sized businesses (SMB oder SMBs). Im Börsenjargon ist mit Bezug auf die Höhe der Börsenkapitalisierung bei mittleren Unternehmen von Mid Caps, bei Kleinunternehmen von Small Caps die Rede; beide sind an Wertpapierbörsen im Börsensegment der Nebenwerte gelistet.

## Definitionen

### Europäische Union
Gemäß der EU-Empfehlung 2003/361/EG der Europäischen Union setzt sich die Größenklasse der Kleinstunternehmen sowie der kleinen und mittleren Unternehmen aus Unternehmen zusammen, die weniger als 250 Mitarbeiter beschäftigen und entweder einen Jahresumsatz von höchstens 50 Mio. Euro erzielen oder eine Bilanzsumme von höchstens 43 Mio. Euro ausweisen.
| Typ                  | Anzahl Beschäftigte |                | Umsatzerlös in Mio. € |      | Bilanzsumme in Mio. € |
| -------------------- | ------------------- | -------------- | --------------------- | ---- | --------------------- |
| Kleinstunternehmen   | < 10                | sowie entweder | ≤ 2                   | oder | ≤ 2                   |
| Kleine Unternehmen   | < 50                | sowie entweder | ≤ 10                  | oder | ≤ 10                  |
| Mittlere Unternehmen | < 250               | sowie entweder | ≤ 50                  | oder | ≤ 43                  |

Für eine weitere Unterscheidung zwischen KMU und Großunternehmen existiert eine zusätzliche Empfehlung der EU-Kommission, wonach neben den bisherigen quantitativen nun auch qualitative Merkmale wie die Eigentums- und Entscheidungsverhältnisse mit einbezogen werden. Eigenständigkeit wird durch die EU-Kommission definiert als: das Unternehmen ist weder Partner eines anderen Unternehmens noch mit einem anderen Unternehmen verbunden (weniger als 25 % Anteile als Anteilseigner oder Anteilgeber).

### Institut für Mittelstandsforschung (IfM) Bonn
Das IfM Bonn zieht die folgenden Größenmerkmale zur Definition von kleinen und mittleren Unternehmen heran:
| Typ                  | Beschäftigte |     | Umsatzerlös in Mio. € |
| -------------------- | ------------ | --- | --------------------- |
| Kleinstunternehmen   | ≤ 9          | und | ≤ 2                   |
| Kleine Unternehmen   | ≤ 49         | und | ≤ 10                  |
| Mittlere Unternehmen | ≤ 499        | und | ≤ 50                  |
| KMU zusammen         | ≤ 499        | und | ≤ 50                  |

### Deutsches Handelsgesetzbuch
Das deutsche Handelsgesetzbuch (HGB) unterscheidet nach § 267 HGB kleine Kapitalgesellschaften, mittelgroße Kapitalgesellschaften und große Kapitalgesellschaften. Zudem wird im § 267a HGB die Kleinstkapitalgesellschaft definiert, die sich von der kleinen Kapitalgesellschaft nochmals unterscheidet. Demnach gilt eine Kapitalgesellschaft als „Kleine Kapitalgesellschaft“, sofern sie mindestens zwei der drei nachstehenden Merkmale an den Abschlussstichtagen von zwei aufeinanderfolgenden Geschäftsjahren nicht überschreitet:
1. 7.500.000 Euro Bilanzsumme nach Abzug eines auf der Aktivseite ausgewiesenen Fehlbetrags;
2. 15.000.000 Euro Umsatzerlöse in den zwölf Monaten vor dem Abschlussstichtag und
3. 50 Arbeitnehmer im Jahresdurchschnitt.

„Mittelgroße Kapitalgesellschaften“ sind solche, die an den Abschlussstichtagen von zwei aufeinanderfolgenden Geschäftsjahren mindestens zwei der drei oben genannten Merkmale überschreiten und jeweils mindestens zwei der drei nachstehenden Merkmale nicht überschreiten:
1. 25.000.000 Euro Bilanzsumme nach Abzug eines auf der Aktivseite ausgewiesenen Fehlbetrags;
2. 50.000.000 Euro Umsatzerlöse in den zwölf Monaten vor dem Abschlussstichtag und
3. 250 Arbeitnehmer im Jahresdurchschnitt

„Kleinstkapitalgesellschaften“ sind solche, die an den Abschlussstichtagen von zwei aufeinanderfolgenden Geschäftsjahren mindestens zwei der drei nachstehenden Merkmale nicht überschreiten:
1. 450.000 Euro Bilanzsumme nach Abzug eines auf der Aktivseite ausgewiesenen Fehlbetrags;
2. 900 000 Euro Umsatzerlöse in den zwölf Monaten vor dem Abschlussstichtag und
3. 10 Arbeitnehmer im Jahresdurchschnitt gemäß § 267 Abs. 1 HGB

Dabei werden die zu ihrer Berufsausbildung beschäftigten Arbeitnehmer nicht berücksichtigt.
Eine Kapitalgesellschaft gilt als „Große Kapitalgesellschaft“, sofern sie mindestens zwei der drei letztgenannten Merkmale überschreitet oder wenn sie einen organisierten Markt durch von ihr ausgegebene Wertpapiere in Anspruch nimmt oder die Zulassung zum Handel an einem organisierten Markt beantragt worden ist.
| Typ                             | Beschäftigte |      | Umsatzerlös (Mio. €) |      | Bilanzsumme (Mio. €) |
| ------------------------------- | ------------ | ---- | -------------------- | ---- | -------------------- |
| Kleinstkapitalgesellschaft      | < 10         | oder | < 0,9                | oder | < 0,45               |
| Kleine Kapitalgesellschaft      | < 50         | oder | < 12,0               | oder | < 6,0                |
| Mittelgroße Kapitalgesellschaft | ≤ 250        | oder | ≤ 40,0               | oder | ≤ 20,0               |
| Große Kapitalgesellschaft       | > 250        | oder | > 40,0               | oder | > 20,00              |

Zwei der drei möglichen Kriterien müssen erfüllt werden.

### Beschäftigtengrößenklassen der Statistik Austria
Die Statistik Austria unterscheidet für die ÖNACE 2003/2008 folgende Beschäftigtengrößenklassen innerhalb der KMBs:
| Beschäftigte |
| ------------ |
| 0–4          |
| 5–19         |
| 20–99        |
| 100–199      |
| 200 u. mehr  |

Zu beachten ist hierbei, dass Beschäftigungsverhältnisse, und nicht Beschäftigte, erhoben sind. Gegliedert werden die KMB wie auch die Großbetriebe in Ein- und Mehrarbeitsstättenbetriebe:
- Einbetriebsunternehmen mit einer Arbeitsstätte (UBA)
- Einbetriebsunternehmen mit mehreren Arbeitsstätten (UB)
- Mehrbetriebsunternehmen (U)

Dabei ist die erste Form für KMB die weitaus vorherrschende.

## Betriebswirtschaftliche Bedeutung
Trotz des zahlenmäßigen Überwiegens der Klein- und Mittelunternehmen in der Gesamtwirtschaft lag ihre Bedeutung in der Betriebswirtschaftslehre meist hinter denjenigen von Großunternehmen und Konzernen zurück, namentlich in Bezug auf Management-, Marketing-, Marktforschungs- und Personalfragen. „Was in Großorganisationen vor sich geht, schien interessanter und analytischen Prozessen leichter zugänglich zu sein als die wenig formalisierte Welt der Klein- und Mittelbetriebe.“ Seit den 1980er Jahren finden betriebswirtschaftliche Probleme der KMU jedoch zunehmend wissenschaftliches Interesse, im deutschsprachigen Raum vor allem in den 1948 von Alfred Gutersohn gegründeten Forschergesprächen Rencontres de St. Gall im Schweizerischen Institut für Klein- und Mittelunternehmen an der Universität St. Gallen (vormals Schweizerisches Institut für gewerbliche Wirtschaft an der Handelshochschule St. Gallen) und am Deutschen Institut für kleine und mittlere Unternehmen, Berlin. Speziell von Seiten der Handelsbetriebslehre wurde das Instrumentarium des Handelsmarketings der Situation von KMU im Handel angepasst.

## Merkmale
Als typische Eigenschaften der KMU gelten beispielsweise die Knappheit an finanziellen, materiellen und personellen Ressourcen sowie die Beteiligungsverhältnisse. KMU sind oft dominiert von einem einzelnen Inhaber oder einer Inhaberfamilie. Die Verbindung von Eigentum und Leitung bedeutet niedrigere Hierarchie- und Kontrollkosten und ist ein erheblicher Wettbewerbsvorteil gegenüber Großunternehmen. Eigentümer handeln außerdem oft weniger risikoaffin als angestellte Manager. Auch wird das Principal-Agent-Problem bei Verschmelzung von Eigentum und Leitung vermieden.

## Innovationsverhalten
Alle Forschungsergebnisse zeigen, dass Industrieunternehmen mit 50 bis 500 Beschäftigten einen wesentlich kleineren Anteil vom Umsatz (nur reichlich 2 %) als größere Industrieunternehmen (fast 7 %) in Forschung und Entwicklung investieren. Sie haben einen geringeren Anteil an den Patentanmeldungen und -registrierungen und schaffen weniger Produkt- und Verfahrensinnovationen als Großunternehmen. Übereinstimmend zeigt sich außer im Dienstleistungsbereich in allen Statistiken und Berichten ein positiver Zusammenhang zwischen der Innovationstätigkeit und der Unternehmensgröße. Als Ursachen werden u. a. fehlendes Risikokapital und geringe Eigenkapitaldecke, wenig ausgeprägte Strategieorientierung und mangelnde Innovationskompetenz der KMU angesehen. Dennoch haben sie auch Vorteile im Innovationsgeschehen. Dazu gehören ein geringerer Formalisierungsgrad der Kommunikation und ein hoher Qualifikationsstand, strukturelle Flexibilität und flache Hierarchien. Diese Vorteile kommen dort zum Tragen, wo es auf spezialisiertes, marktnahes Wissen ankommt. Innovationstätigkeiten von KMU finden oftmals in den laufenden, operativen Prozessen statt und werden von aus unterschiedlichen Funktionsbereichen stammenden Technikern, Ingenieuren, Meistern und anderen qualifizierten Mitarbeitern in erster Linie im Sinne einer Weiterentwicklung betrieben.

## Volkswirtschaftliche Bedeutung
Die volkswirtschaftliche Bedeutung der kleinen und mittleren Unternehmen variiert international erheblich. Insbesondere lag der Anteil von Unternehmen mit bis zu 9 Beschäftigten an allen Unternehmen in Südkorea 2008 bei etwa 50 %, in Deutschland bei knapp über 80 % und in Griechenland bei weit über 95 %. Der Typ der Unternehmen mit 10 bis 19 Beschäftigten machte in Südkorea etwa 25 % aller Unternehmen aus, in fast allen EU-Ländern (außer Slowakei und Deutschland) lag er unter 10 %.

### USA
Für die USA zeigte David L. Birch 1979 erstmals auf, dass die Zahl der durch kleine und mittlere Unternehmen neu geschaffenen Arbeitsplätze die der in Großunternehmen neu entstandenen bei weitem übertraf.

### Europa

#### Europäische Union
KMU sind die sozial und wirtschaftlich vorherrschende Unternehmensgröße in der Europäischen Union (EU). Sie stellen hier zirka 99 % aller Unternehmen und bieten zirka 65 Millionen Menschen einen Arbeitsplatz. Auf EU-Ebene werden sie unter anderem von Vereinigungen wie der UEAPME (Union Européenne de l’Artisanat et des Petites et Moyennes Entreprises) und der CEA-PME vertreten.
Wegen ihrer beschäftigungspolitischen Bedeutung und ihres häufig begrenzten Zugangs zu frischem Kapital und zu Forschungs- und Entwicklungskapazitäten werden die KMU vom Staat und der EU besonders gefördert. Die mangelhafte Versorgung mit Kapital ist eines der entscheidenden Hemmnisse für die Entwicklung von KMU. Die Regelungen durch Basel II setzen die KMU zusätzlich unter Druck, insbesondere in Richtung auf eine Erhöhung ihres Eigenkapitals.

#### Deutschland
Die kleinen und mittleren Unternehmen umfassen in der Bundesrepublik Deutschland
- rund 99,6 % aller umsatzsteuerpflichtigen Unternehmen, in denen knapp 59,2 % aller sozialversicherungspflichtigen Beschäftigten angestellt sind,
- rund 35,5 % aller Umsätze erwirtschaftet werden sowie
- rund 82,2 % aller Auszubildenden ausgebildet werden.[13]

Umfangreiches Datenmaterial findet sich auf der Internetseite des Instituts für Mittelstandsforschung (IfM), Bonn.
Beispielhaft belegt eine Studie aus dem Jahr 2000, dass knapp 81 % aller Umsätze der deutschen Musik- und Spielwarenindustrie sowie 70 % der Umsätze der Druck-, Holz-, Stahl- und Leichtmetallbauindustrie in KMU generiert werden.

#### Österreich
Die Österreichische Wirtschaft ist traditionell kleinbetrieblich strukturiert. Von den gesamt 327.993 Unternehmen (Stand 2014) hatten:
- 286.168 (87,2 %)  1–9 Beschäftigte[16]
- 023.004 (7,0 %) 10–19 Beschäftigte
- 012.237 (3,7 %) 20–49 Beschäftigte
- 005.455 (1,7 %) 50–249 Beschäftigte

Somit sind 99,6 % aller Betriebe in Österreich Klein- oder Mittelbetriebe. In diesen arbeiteten zwei Drittel der etwa 2,84 Mio. Beschäftigten. Sie erwirtschafteten 65 % der Umsatzerlöse (gesamt 2007: 709 Mrd. €), und 61 % der Bruttowertschöpfung (gesamt 185 Mrd. €) – bei ähnlichen Betriebs-/Arbeitnehmerverhältnissen wie in Deutschland also den im Vergleich doppelten Anteil an der Wirtschaftskraft.
90 % der Unternehmen (Stand 2004) bestanden aus nur einer einzigen Arbeitsstätte, in diesen arbeiteten 50 % aller Beschäftigten – im Vergleich: nur 1 % der Unternehmen hatten mehr als 4 Arbeitsstätten, Gesamtbeschäftigtenanteil: 27,1 %. Von den Arbeitsstätten hatten 90 % weniger als 20 Arbeitnehmer, 70 % weniger als 5 Arbeitnehmer, im Vergleich zu 0,4 % – absolut 1.610 – der Arbeitsstätten mit mehr als 200 Arbeitnehmern. Das zeigt, dass auch in den Großbetrieben die Arbeitsstätten selbst KMB-artig strukturiert sind. In den Arbeitsstätten unter 20 betrug der Arbeitnehmeranteil aber nur 35,9 %, während in den 0,4 % Arbeitsstätten > 200 über ein Viertel aller Arbeitnehmer beschäftigt war. Hier zeigt sich, dass sich das unternehmerische und investitive Potential Österreichs in den Klein- und Mittelbetrieben äußert: Die Zuwächse 1999–2004 bei den KMB lagen je nach Bundesland zwischen 20 % und 30 %, mit Zuwächsen an Beschäftigten und Wirtschaftskraft in derselben Größenordnung, während die der Großbetriebe österreichweit um etwa 30 % abnahmen. Am Arbeitsmarkt haben die Großbetriebe aber einen bedeutenden Anteil. Die Daten für den Zeitraum seit 2004 dürften vergleichbar sein.

#### Polen
In Polen sind 99,9 % aller Unternehmen klein oder mittelgroß. Ihr Anteil an der Bruttowertschöpfung beträgt 70 %, ihr Anteil am Exportvolumen hingegen nur 40 %.

#### Schweiz
In der Schweiz verteilten sich bei der Betriebszählung 2018 die total 592.695 marktwirtschaftlichen Unternehmungen aller drei Wirtschaftssektoren wie folgt auf die einzelnen Größenklassen:
- <10 Mitarbeiter: 89,7 %
- 10–49 Mitarbeiter: 8,5 %
- 50–249 Mitarbeiter: 1,6 %
- >250 Mitarbeiter: 0,3 %

### Globaler Süden
Zahlreiche Länder des Globalen Südens weisen eine noch höhere Quote von Unternehmen mit andauernd weniger als 10 Mitarbeitern (Indien: 97 %, Indonesien: 96 %, Mexiko: 91 %) und Einzelunternehmern (Durchschnitt aller Entwicklungsländer: 55 %, Subsahara-Afrika: 77 %) auf. Entwicklungsökonomen sehen den geringen Organisationsgrad und den damit einhergehenden Verzicht auf Arbeitsteilung zum Teil als wesentlichen Hinderungsgrund für die jeweilige volkswirtschaftliche Entwicklung und das Wirtschaftswachstum an.

## Arbeitsrecht

### Deutschland
Sämtliche für KMU relevante arbeitsrechtliche Vorschriften orientieren sich an der Anzahl der Beschäftigten. Die Methode zur Ermittlung der Beschäftigtenzahl (z. B. Einbeziehen und Gewichten von Teilzeitbeschäftigten) ist uneinheitlich bzw. abhängig vom jeweils betrachteten Gesetz.
- Wenn weniger als 5 oder 10 Arbeitnehmer beschäftigt sind, gilt das Kündigungsschutzgesetz gemäß § 23 Abs. 1 nur eingeschränkt.
- Bis einschließlich 10 Arbeitnehmer gelten für die Betreuung durch den Betriebsarzt und die Fachkraft für Arbeitssicherheit pauschale Einsatzzeiten, die der Unfallverhütungsvorschriften (UVV) BGV A2 entnommen werden können.
- Betriebe mit mehr als 20 Beschäftigten müssen einen Arbeitsschutzausschuss bilden (§ 11 Arbeitssicherheitsgesetz)
- Betriebe bis 50 Arbeitnehmer können statt einer Betreuung durch die Fachkraft für Arbeitssicherheit am Unternehmermodell teilnehmen, d. h., sie können nach dem Besuch einiger Lehrgänge die Sicherheitsbetreuung selbst übernehmen. Anzahl und Dauer der Lehrgänge sind in BGV A2 Anlage 3 geregelt.

## Wirtschaftspolitische Förderung von Kleinunternehmen
Weltweit werden kleine und mittelgroße Unternehmen durch Maßnahmen der Wirtschaftsförderung, beispielsweise Gewährung von Krediten staatlicher Entwicklungsbanken, unterstützt, um einerseits ihre Nachteile im Wettbewerb auszugleichen und andererseits ihre Vorzüge für die Volkswirtschaft zu fördern. Das deutsche Arbeitsförderungsrecht sieht eine individuelle Arbeitsmarktberatung für KMU vor.
An der Universität Leipzig gibt es einen Master-Studiengang zur Ausbildung von Wirtschaftsförderern für kleine und mittelgroße Unternehmen insbesondere in Entwicklungsländern (Small Enterprise Promotion and Training Programme sept). Der Lehrstuhl für Marketing der Technischen Universität Dresden betreibt das mit Bundesmitteln geförderte Webportal iXpatriate für KMU zur Auslandsvorbereitung ihrer Mitarbeiter (Expatriates).